# Acalymma limbatum
Acalymma limbatum es un coleóptero de la familia Chrysomelidae.
Fue descrita en 1877 por Waterhouse.